# شوگار کاتینکا باتایی
شوگار کاتینکا باتایی (انگلیسی: Sugár Katinka Battai؛ زادهٔ ۱۷ آوریل ۲۰۰۳) شمشیرباز زن اهل مجارستان است.